# Peter Hawkins
 (mai 2024).
Peter Hawkins (né le 16 décembre 1985 à Belfast en Irlande du Nord) est un coureur cycliste britannique.

## Palmarès
- 2008[1]
  -  Champion d'Irlande du critérium
  - 1re étape des Surrey League Five Days
  - 2e du Des Hanlon Memorial
- 2009
  - 3e du Des Hanlon Memorial
  - 3e du Tour of the North
- 2011
  - 1re étape du Tour of the North
  - 2e du Des Hanlon Memorial
- 2012
  - Champion d'Ulster sur route
  - Des Hanlon Memorial
  - 2e étape de l'Irish Sea Tour of the North
  - Bobby Crilly Classic
  - 2e du Tour of the Reservoir
- 2013
  - 3e du Tour of the Reservoir
- 2014
  -  Champion d'Irlande du critérium
  - 2e du Tour of the Reservoir
  - 3e du Tour of Ards

## Classements mondiaux
| Année           | 2014 |
| --------------- | ---- |
| UCI Europe Tour | 899e |